# Hana Černá
Hana Černá, nach Heirat Hana Netrefová (* 17. Mai 1974 in Brünn), ist eine ehemalige tschechische Schwimmerin. Sie gewann bei Europameisterschaften drei Bronzemedaillen auf der 50-Meter-Bahn sowie eine Gold- und eine Bronzemedaille auf der 25-Meter-Bahn.

## Sportliche Karriere
Hana Černá trat für den Športovný Klub Policie Kometa Brno an.
1992 bei den Olympischen Spielen in Barcelona trat Hana Černá mit der Mannschaft aus der Tschechoslowakei an. Sie wurde Sechste im B-Finale über 400 Meter Lagen und belegte damit den 14. Platz in der Gesamtwertung. Über 400 Meter Freistil wurde Černá zum B-Finale zugelassen, weil die Dänin Mette Jacobsen zurückzog. Hana Černá schlug als Achte an und war damit 16. insgesamt. Bei ihrem dritten Start über 200 Meter Lagen erreichte Černá die 22. Vorlaufzeit.
Ab 1993 starteten Tschechien und die Slowakei mit getrennten Mannschaften. Bei der Universiade in Buffalo gewann Černá über 400 Meter Lagen die Silbermedaille hinter der Kanadierin Nancy Sweetnam. Einen Monat später bei den Europameisterschaften in Sheffield siegte über 400 Meter Lagen die Ungarin Krisztina Egerszegi mit fünf Sekunden Vorsprung vor der Russin Darja Schmeljowa; anderthalb Sekunden hinter der Russin schlug Hana Černá als Dritte an und lag 0,06 Sekunden vor der Deutschen Petra Hausmann. Über 200 Meter Lagen schwamm Hana Černá auf den sechsten Platz. 1994 erreichte Hana Černá bei den Weltmeisterschaften in Rom den sechsten Platz über 400 Meter Lagen und war damit beste Europäerin. 1995 bei den Europameisterschaften in Wien verfehlte sie als Vierte über 400 Meter Lagen die Bronzemedaille um 0,22 Sekunden. Im November bei den Kurzbahnweltmeisterschaften 1995 in Rio de Janeiro wurde sie ebenfalls Vierte über 400 Meter Lagen, hier fehlten ihr fast zwei Sekunden zum dritten Platz. Über 400 Meter Freistil belegte Černá den siebten Rang. 1996 bei den Olympischen Spielen in Atlanta wurde Hana Černá als Zweite des B-Finales insgesamt Zehnte über 400 Meter Lagen. Hana Černá, Pavla Chrástová, Kristýna Kyněrová und Olga Šplíchalová schwammen die 15. Vorlaufzeit von 21 teilnehmenden 4-mal-200-Meter-Freistilstaffeln.
Im August 1997 bei den Europameisterschaften in Sevilla siegte die Irin Michelle Smith de Bruin über 400 Meter Lagen vor der Ukrainerin Jana Klotschkowa, eine Sekunde dahinter schlug Hana Černá als Dritte an. Unmittelbar im Anschluss an die Europameisterschaften trat Černá in Messina bei der Sommer-Universiade 1997 an. Sie wurde hinter der Japanerin Fumie Kurotori Zweite über 400 Meter Lagen. Anfang 1998 bei den Weltmeisterschaften in Perth erreichte Černá kein A-Finale, ihre beste Platzierung war der vierte Platz im B-Finale über 400 Meter Lagen. Im Dezember 1998 siegte die Tschechin bei den Kurzbahneuropameisterschaften in Sheffield über 400 Meter Lagen mit 0,34 Sekunden Vorsprung vor der Deutschen Nicole Hetzer.
1999 nahm Hana Černá an vier internationalen Meisterschaften teil. Im April bei den Kurzbahnweltmeisterschaften in Hongkong wurde sie Sechste über 400 Meter Lagen. Anfang Juli siegte sie bei der Universiade in Palma de Mallorca mit zweieinhalb Sekunden Vorsprung vor der Rumänin Beatrice Câșlaru.
Über 400 Meter Freistil gab es einen tschechischen Doppelsieg, als Černá vor Jana Pechanová anschlug. Zudem erschwamm Černá Bronze über 1500 Meter Freistil. Ende Juli bei den Europameisterschaften in Istanbul siegte Jana Klotschkowa vor Beatrice Câșlaru, mit viereinhalb Sekunden Rückstand auf die Rumänin wurde Černá Dritte. Im Dezember bei den Kurzbahneuropameisterschaften in Lissabon siegte Klotschkowa vor Nicole Hetzer und Hana Černá.
Im März 2000 bei den Kurzbahnweltmeisterschaften in Athen hatte Hana Černá als Vierte über 400 Meter Lagen über zwei Sekunden Rückstand auf die Medaillenränge. Im Juli bei den Europameisterschaften in Helsinki schlug Černá als Fünfte über 400 Meter Lagen an. Bei den Olympischen Spielen in Sydney trat Černá in vier Disziplinen an. Über 400 Meter Lagen erreichte sie mit der neunten Vorlaufzeit ihre beste Platzierung, zur Endlaufteilnahme fehlten ihr 0,12 Sekunden. 2001 bei den Weltmeisterschaften in Fukuoka war der zehnte Platz in den Vorläufen über 400 Meter Lagen Černás bestes Ergebnis. Direkt im Anschluss bei der Universiade in Peking erschwamm Hana Černá noch einmal Bronze über 400 Meter Lagen. Ende 2002 beendete Hana Černá ihre internationale Karriere.